# Carl Lönroth
Carl Ulrik Lars Lönroth, född 21 december 1866 i Lids socken, död 13 januari 1941 i Örebro, var en svensk präst.
Carl Lönroth var son till prosten Carl August Lönroth och brorson till Knut Lönnroth. Efter mogenhetsexamen i Stockholm 1885 studerade han vid Uppsala universitet och avlade 1890 filosofie kandidatexamen, 1893 teoretisk teologisk examen och praktisk teologisk examen 1894. Lönroth blev 1894 prästvigd för Strängnäs stift. Efter en del kortare förordnanden blev han 1898 komminister i Askers församling, 1901 kyrkoherde i Tyresö församling, 1909 kyrkoherde i Askers församling och 1920 prost. Från 1921 var han kyrkoherde i Örebro Nikolai församling och 1922 kontraktsprost i Örebro kontrakt. Lönroth var ledamot av kyrkomötet 1926 och innehade ett stort antal förtroendeposter i föreningar och kommunala organ. Förutom en mängd populärteologiska uppsatser publicerade han avhandlingen Ur väckelserörelsernas historia i Närke under adertonhundratalet (1936). Lönroth är begravd på Norra kyrkogården i Örebro.